# Neuromère
Les neuromères sont des segments transitoires, à existence temporaire, qui constituent des zones du tube neural pendant le développement du système nerveux central des vertébrés. Au cours de la cinquième semaine du développement, on peut discerner seize à vingt neuromères, selon les espèces animales.
On distingue :
- six neuromères au niveau du prosencéphale : p1 à p6, chez l'embryon humain quatre[1] ;
- deux neuromères au niveau du mésencéphale[1] : m1 et m2 ;
- douze neuromères au niveau du rhombencéphale, appelés rhombomères, r0 à r11, chez l'embryon humain, huit complétés à dix à la 5e semaine de la grossesse[1].

Ces neuromères sont, à l'instar des somites, l'expression de la métamérie chez les vertébrés.